# Audhumla
Audhumla (en vieux norrois : Auðumbla ou Auðumla), également nommée Audhumbla, est une divinité nordique primitive.
Dans la mythologie nordique, elle est la vache nourricière du premier être vivant : le géant Ymir.

## Étymologie
Selon Régis Boyer, « son nom renvoie à l’idée de vache sans cornes (symbole de fécondité) riche (en lait) ».

## Tradition
Audhumla est évoquée dans l’Edda de Snorri (Gylfaginning 5 et 6).
Elle est née de la glace et de l'aurore du temps.
De ses trayons coulaient quatre rivières de lait qui nourrissaient Ymir. Du sel qu'elle léchait continuellement apparut un être, Buri, ancêtre de tous les dieux.
Buri enfanta Bor. Celui-ci eut trois enfants avec la fille d'un géant de glace, appelée Bestla. Ses fils s'appelaient Odin, Vili et Vé. Ils ne pouvaient supporter Ymir et le tuèrent.
Ils se servirent de sa dépouille pour créer le monde : de ses cheveux, ils firent les arbres ; de sa chair, ils firent la terre ; avec son sang, ils remplirent les océans ; et de ses os, ils élevèrent les montagnes. Les larves qui avaient rongé le cadavre d'Ymir servirent à Odin pour créer les nains.

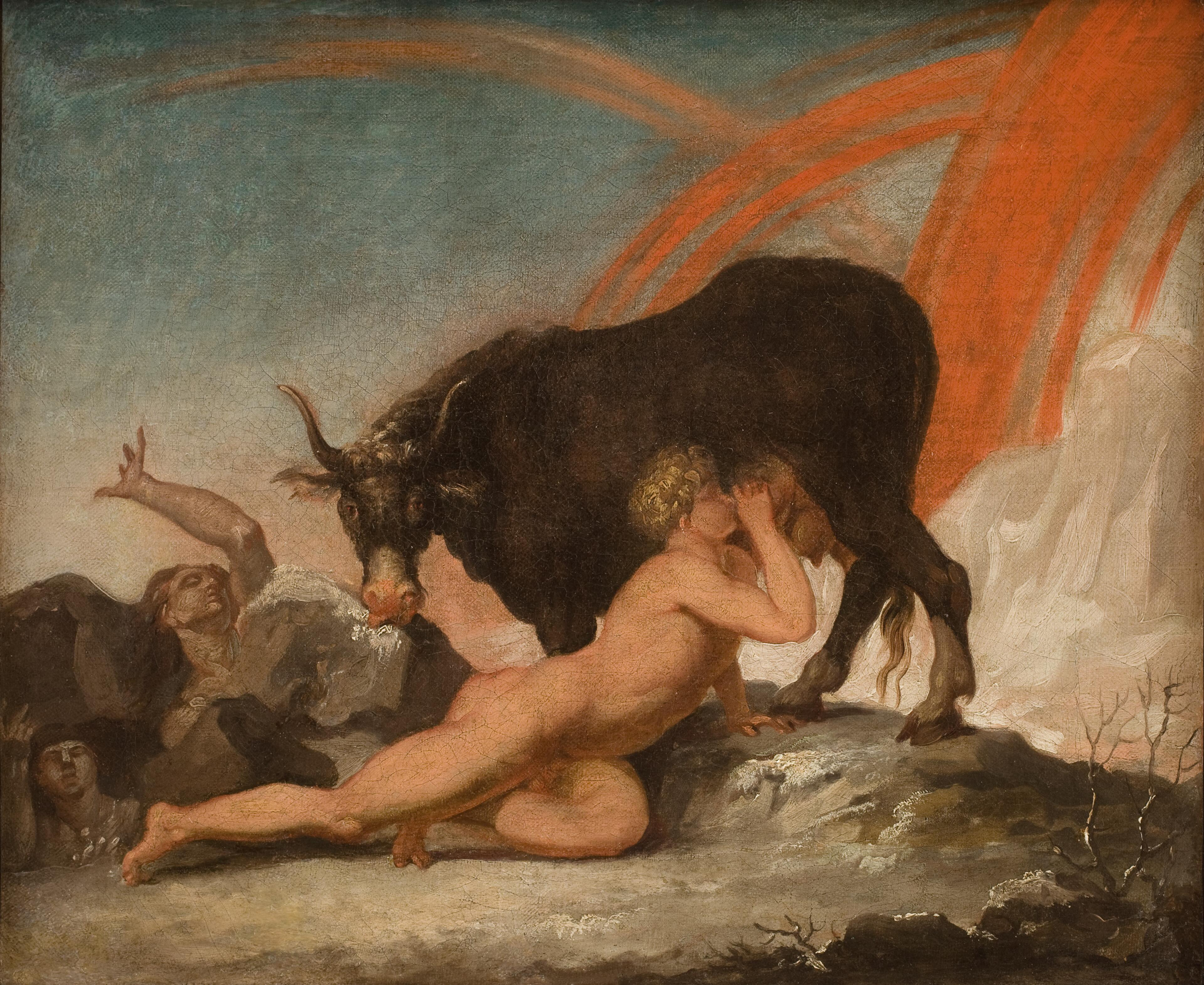
Le géant Ymir boit le lait de la vache Audhumla tandis qu'elle lèche Búri pour le faire sortir du rocher. Peinture de Nicolai Abraham Abildgaard (1743-1809).

## Interprétations
Audhumbla peut être vue comme étant le néant cosmique dans lequel l'univers s'est créé, et Odin, Vili et Vé les trois forces qui donnèrent naissance à l'univers. La destruction (ou plutôt explosion) d'Ymir par Odin, la rétention (ou plutôt gravité) par Thor (Vili) et l'équilibre entre ces deux forces par Freyr (Vé). Cette interprétation permet de rapprocher ce mythe de la Trimūrti hindoue.[réf. nécessaire]
L'interprétation la plus probable est qu'Audhumla représente la Voie Lactée, premièrement car des mythes liés au lait sont répandus dans les mythologies anciennes, dont celui d'Héraclès buvant le sein d'Héra, et deuxièmement car il est question de 4 rivières et que la Voie Lactée est comparée à un affluent dans les autres mythes, mais surtout que ceci coïncide avec les quatre bras spiraux qui la forment. La fonction nourricière de la vache ou du lait peut être comparée à la fonction de ces bras qui contiennent une onde dense servant à la formation des étoiles.[réf. nécessaire]

## Liens avec d'autres mythologies
Des philologues[Qui ?] rapprochent ce mythe de celui du barattage de la mer de lait de la mythologie hindoue.

## Dans la culture populaire
Une compagnie de lait suédoise s'appelle Audumbla.

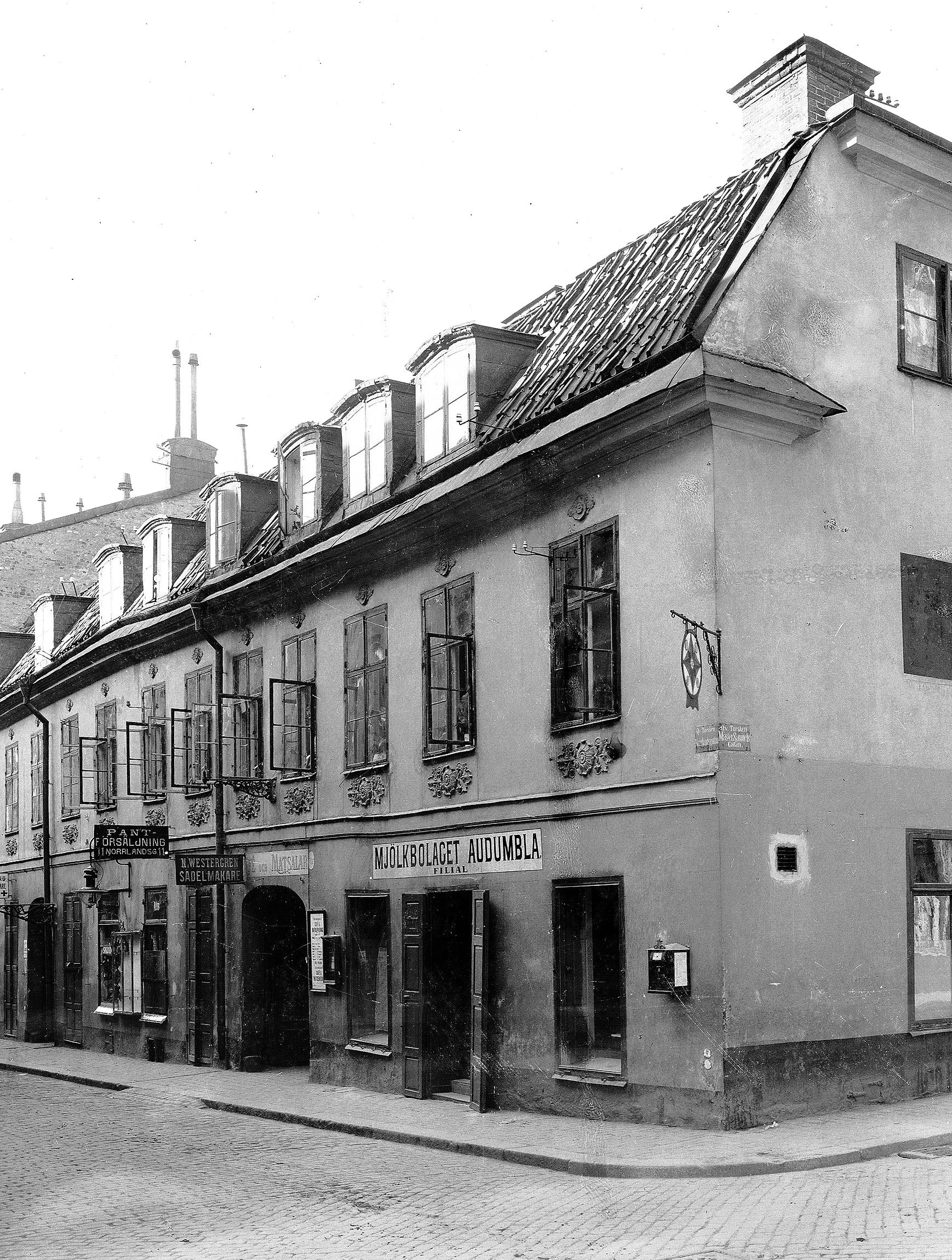
La compagnie de lait suédoise Audumbla (1908)